# الیور هرشبیگل
الیور هرشبیگل (انگلیسی: Oliver Hirschbiegel؛ زادهٔ ۲۹ دسامبر ۱۹۵۷) کارگردان اهل آلمان است. وی از سال ۱۹۸۶ میلادی تاکنون مشغول فعالیت بوده‌است.
وی در سال ۲۰۰۶ میلادی در بخش بین‌الملل جشنواره فیلم فجر برنده سیمرغ بلورین شد.

## فیلم‌شناسی
- آزمایش (۲۰۰۱)
- سقوط (۲۰۰۴)
- تهاجم (۲۰۰۷)
- پنج دقیقه از بهشت (۲۰۰۹)
- دیانا (۲۰۱۳)
- ۱۳ دقیقه (۲۰۱۵)